# Шерботешть
Шерботешть, Шерботешті (рум. Șerbotești) — село у повіті Васлуй в Румунії. Входить до складу комуни Солешть.
Село розташоване на відстані 294 км на північний схід від Бухареста, 19 км на північ від Васлуя, 41 км на південь від Ясс.

## Населення
За даними перепису населення 2002 року у селі проживали 862 особи, усі — румуни. Усі жителі села рідною мовою назвали румунську.